# Symplocos pluribracteata
Symplocos pluribracteata är en tvåhjärtbladig växtart som beskrevs av B. Ståhl. Symplocos pluribracteata ingår i släktet Symplocos och familjen Symplocaceae. Inga underarter finns listade i Catalogue of Life.